# Finalsatz in der spanischen Sprache
Unter einem Zweck-, Absichtssatz oder Finalsatz, oración final versteht man in der Grammatik eine spezielle Form eines adverbialen Nebensatz (Protasis), oración subordinada adverbial, mit welchem das Ziel und der Zweck der Verbaktion des im Hauptsatz (Apodosis) bezeichneten Sachverhalt oder Tatbestand wiedergegeben wird.
Die finalen Konjunktionen conjunciones finales versprachlichen einen Zweck bzw. Ziel.

## Erläuterung
Die Nebensätze, die mit diesen Konnektoren eingeleitet werden, stehen im subjuntivo, bringen sie doch letztlich einen Willen oder einen Wunsch zum Ausdruck.
Finalsätze, oraciones finales die eine beabsichtigte Folge oder einen Zweck oder ein Ziel angeben, stehen zusammen mit den Konditionalsätzen, oraciones condicionales, welche eine Bedingung für die Hauptsatzhandlung (Apodose) bezeichnen, den Konzessivsätzen, oraciones concesivas, die einen Gegengrund beschreiben, der üblicherweise eine Hauptsatzhandlung verhindert, den Konsekutivsätzen, oraciones consecutivas die eine Folge beschreiben und meist ein Korrelat oder Bezugswort im Hauptsatz aufweisen, den Kausalsätzen, oraciones causales im weiteren Sinne nahe, vermögen letztere doch einen Grund für den im Hauptsatz beschriebenen Tatbestand oder Sachverhalt auszudrücken da es in allen diesen Adverbialsätze immer auch um Ursache-Folge-Beziehungen geht, man nennt sie auch „Gruppe der hypothetischen Satzgefüge“.
Im Deutschen werden die Finalsätze mit den Konjunktionen „damit“, „auf dass“ oder „dass“ eingeleitet.
Die wichtigsten vergleichenden Konnektoren sind die Konjunktionen, conjunciones finales sind im Spanischen :
| spanische Wörter        | deutsche Übersetzungen                 |
| ----------------------- | -------------------------------------- |
| para que                | damit                                  |
| a fin de que            | mit dem Ziel, dass; damit              |
| no sea que              | nicht es sei, dass; damit nicht        |
| con la intención de que | in der Absicht, zu; mit dem Vorsatz zu |
| a que                   | da, weil                               |
| no fuera que            | damit ja nicht                         |
| al objeto de que        | mit dem Zweck, dass                    |
| en orden a que          | mit dem Ziel, dass                     |
| para que así            | so, dass                               |

```
* 
Te presto una barca 
para que
 no tengas que esperar mucho.
 
Ich leihe dir ein Boot, damit du nicht müssest warten lange.
 
Presente simple de indicativo
 + 
Presente de subjuntivo
```

Der Zusatz von „de que“, „a que“ oder einfach „que“ macht im Allgemeinen den Einsatz des Subjunktivs nötig. So bedeutet etwa „a fin de“ im Deutschen „aus dem Grund; um zu; um“ und führt bei seinem Einsatz nicht zwingend zur Verwendung des Subjunktivs. – Beispiel:
```
 
Lleva el cinturón de seguridad a fin de no tener un accidente.
 
Er/sie trägt einen Sicherheitsgurt um zu haben keinen Unfall.
 Presente simple de indicativo + Infinitivo
 
Lleva la pistolera a fin de que no se dispare la pistola.
 
Er/sie trägt einen Pistolenhalter mit dem Ziel, dass kein Schuss sich aus der Pistole löst.
 Presente simple de indicativo + Presente de subjuntivo
```

Mit der Beifügung von „que“ wird für die Nutzung von „a fin de que“ das Subjuntivo notwendig. – Beispiel:
```
 
Apaga la luz 
con el fin de
 no molestar al loro.
 Schalte aus das Licht mit dem Ziel, nicht zu stören den Papagei. 
Imperativo
 + Infinitivo
 
Apaga la luz 
con el fin de que
 no moleste al loro.
 Schalte aus das Licht, mit dem Ziel, dass nicht es störe den Papagei. Imperativo + Presente de subjuntivo
```

| Satzteil 1                                 | Satzteil 2               |
| ------------------------------------------ | ------------------------ |
| Protasis                                   | Apodosis                 |
| Nebensatz                                  | Hauptsatz                |
| Oración subordinada                        | Oración principal        |
| „So-Teil“                                  | „Wie-Teil“               |
| Antezendens, antecedente                   | Konsequens, consiguiente |
| „Vordersatz“                               | „Nach- oder Folgesatz“   |
| Ausdruck von Ziel und Zweck der Verbaktion | Tatbestände, Handlungen  |
| Unabhängig                                 | Abhängig                 |
| Koordination                               | Subordination            |

Man verwendet die Konjunktion „para que“ in den Fällen, in denen die Subjekte von Hauptsatz (Apodosis) und Nebensatz (Protasis) nicht identisch oder verschieden sind. – Beispiel:
```
 
Hoy voy a la tasca 
para que
 festejemos juntos.
 
Ich gehe heute in die Kneipe damit wir feiern zusammen.
 
Futuro próximo de indicativo
 + Presente de subjuntivo
```

Sind aber das Subjekt im Haupt- und Nebensatz identisch, verwendet man die Konjunktion „para“ mit der Folge dass, das nachfolgende Verb im Nebensatz im Infinitiv verbleibt. – Beispiel:
```
 
Voy a la tienda 
para
 comprar algunas latas de cervezas.
 
Ich gehe zum Laden um ein paar Dosen Bier zu kaufen.
 Futuro próximo de indicativo + 
Infinitivo

 
Las reformas son 
para
 salir de la crisis.
 
Die Reformen sind umzu lösen die Krise.
```